# Polskie Stowarzyszenie Ekonomicznej Analizy Prawa
Polskie Stowarzyszenie Ekonomicznej Analizy Prawa (Law & Economics) powstało w 2005, skupia polskie środowisko naukowe zajmujące się ekonomiczną analizą prawa i ma na celu jej promowanie w Polsce oraz gromadzenie i upowszechnianie wiedzy z tego zakresu.

## Cele statutowe
- promowanie ekonomicznej analizy prawa jako dziedziny naukowej w Polsce,
- zgłaszanie, rozwijanie i propagowanie inicjatyw, postaw i działań sprzyjających szerzeniu wiedzy prawnej i ekonomicznej, w szczególności z zakresu ekonomicznej analizy prawa,
- przyczynianie się do rozwoju świadomości w zakresie ekonomicznej analizy prawa,
- gromadzenie i upowszechnianie wiedzy prawniczej i ekonomicznej oraz doświadczeń związanych z ekonomiczną analizą prawa,
- nawiązywanie kontaktów i współpraca z instytucjami i organizacjami krajowymi, zagranicznymi i międzynarodowymi.

## Działalność
- organizowanie dorocznej międzynarodowej konferencji naukowej Polish Law & Economics Conference – od 2010[1].
- wydawanie recenzowanej publikacji Polish Yearbook of Law & Economics – od 2010.
- organizowanie wizyt i wykładów gościnnych w Polsce wybitnych przedstawicieli Law & Economics – od 2006, m.in. prof. Thomas S. Ulen[2], Prof. Stefan Voigt, Prof. Eli Salzberger, prof. Hans-Bernd Schäfer[3][4].
- organizowanie dorocznych cykli seminariów naukowych na temat ekonomicznej analizy prawa – od 2007[5].

Staraniem członków Zarządu PSEAP (inicjatywa, redakcja naukowa oraz tłumaczenie) wydana została polska wersja językowa podręcznika „Law & Economics” R. Cootera i T. Ulena (ISBN 978-83-255-0397-0), a także jedna z polskich uczelni została włączona do międzynarodowego programu studiów European Master of Law and Economics (studia w ramach tego programu w Szkole Głównej Handlowej rozpoczęły się w 2011). PSEAP został Członkiem Wspierającym EMLE.
W dniach 26–28.09.2013 na Uniwersytecie Warszawskim odbyła się 30. Doroczna Konferencja European Association of Law and Economics (EALE Warsaw 2013) zorganizowana przez PSEAP we współpracy z CEAPS oraz SGH. W konferencji wzięło udział ok. 200 uczestników. W trakcie trzech dni konferencji zaprezentowano blisko 150 referatów w sesjach równoległych i sesji posterowej. Odbyły się także wykłady gościnne prof. Richarda Epsteina i prof. Leszka Balcerowicza oraz panel dyskusyjny dotyczący oceny skutków regulacji.